# Carretera a Santa Ana
Carretera a Santa Ana är en ort i Mexiko.   Den ligger i kommunen Milpa Alta och delstaten Distrito Federal, i den sydöstra delen av landet, 30 km söder om huvudstaden Mexico City. Carretera a Santa Ana ligger 2 510 meter över havet och antalet invånare är 104.
Terrängen runt Carretera a Santa Ana är huvudsakligen kuperad, men åt nordost är den platt. Runt Carretera a Santa Ana är det tätbefolkat, med 411 invånare per kvadratkilometer. Närmaste större samhälle är Xochimilco, 12,6 km nordväst om Carretera a Santa Ana. Trakten runt Carretera a Santa Ana består till största delen av jordbruksmark.